# 昭和精機
昭和精機株式会社（しょうわせいき、英: SHOWA SEIKI CO.,LTD.）は、愛知県名古屋市瑞穂区塩入町に本社を置く精密機器メーカー。

## 概要
ブラザー工業の持分法適用会社で、1940年（昭和15年）1月に当時の日本ミシン製造株式会社（現・ブラザー工業株式会社）の協力工場として創業。1950年（昭和25年）に組織変更し昭和精機株式会社となった。
1997年（平成9年）には株式会社エクシングより証明書自動交付機の開発・製造権を翌年の1998年（平成10年）には営業権を譲り受けている。

## 沿革
- 1940年（昭和15年）1月 - 日本ミシン製造株式会社（現・ブラザー工業株式会社）の協力工場として創業。
- 1950年（昭和25年）6月 - 「昭和精機株式会社」に組織変更。
- 1993年（平成5年）1月 - ブラザー工業の小型プリンター事業を全面移管される。
- 1997年（平成9年）9月 - 株式会社エクシングより証明書自動交付機の開発・製造権を譲受。
- 1998年（平成10年）12月 - 株式会社エクシングより証明書自動交付機の営業権を譲受。
- 2003年（平成15年）6月 - 子会社であった可児電子工場株式会社を吸収合併。
- 2004年（平成16年）6月 - 関連会社であった瑞穂工業株式会社を完全子会社化。
- 2008年（平成20年）6月 - 子会社であった瑞穂工業株式会社を吸収合併。
- 2011年（平成23年）3月 - ブラザー工業のドットヘッド事業を譲受。

## 主な製品
- 証明書自動交付機
- ワイヤードットインパクトプリンター
- 産業機器
  - 電子部品実装機および関連ユニット
  - NC工作機

## 事業所
- 本社（愛知県名古屋市瑞穂区）
- 高蔵寺工場（愛知県春日井市）

## 関連会社
- ブラザー工業株式会社